# 沙蒂永 (弗里堡州)
沙蒂永（法語發音：[ʃatijɔ̃] ⓘ）是瑞士弗里堡州的市镇，位於該國西部，面積1.31平方公里，海拔高度515米，2011年人口379，六成半人口信奉羅馬天主教，人口密度每平方公里289人。

## 外部連結
- Official website （页面存档备份，存于） （法文）